# Esemény (matematika)
A valószínűségszámításban az esemény egy absztrakt fogalom, amelyhez egy kísérlet kimenetelétől függően hozzárendelhető az az ítélet, hogy az adott esemény bekövetkezett-e vagy sem. Az ugyanazon kísérlet eredményével kapcsolatos események összessége az eseményalgebra. Például a "dobókockával páros számot dobni" esemény a kockadobás eseményeiből álló eseményalgebra azon eseménye, amelyben {\displaystyle \{1,2,3,4,5,6\}} számok közül a {\displaystyle \{2,4,6\}} számok valamelyike lett a dobás eredménye. Biztos eseménynek nevezzük azt az eseményt, amely a kísérlet bármilyen kimenetele esetén bekövetkezik, lehetetlen eseménynek hívjuk azt az eseményt, amely a kísérlet kimenetelétől függetlenül soha nem következik be.

## Relációk eseményeken
Egy eseményalgebra két, {\displaystyle A} és {\displaystyle B} eseménye egyenlő, ha az eseményalgebrához tartozó kísérlet bármely kimenetele esetén vagy mindkettő bekövetkezik, vagy egyik sem.
Azt mondjuk, hogy egy eseményalgebra {\displaystyle A} maga után vonja a {\displaystyle B} eseményt, ha az eseményalgebrához tartozó kísérlet bármely kimenetele esetén bekövetkezik a {\displaystyle B} esemény is, amennyiben az {\displaystyle A} esemény bekövetkezett. Jelölése: {\displaystyle A\subseteq B}
Az {\displaystyle A=B} egyenlőség akkor és csak akkor teljesül, ha  {\displaystyle A\subseteq B} és {\displaystyle B\subseteq A}. Azaz az {\displaystyle A} maga után vonja a {\displaystyle B} eseményt, és a {\displaystyle B} maga után vonja az {\displaystyle A} eseményt.
{\displaystyle A\subseteq B} esetén a valószínűségekre teljesül, hogy {\displaystyle P(A)\leq P(B)}, azaz ha {\displaystyle A} maga után vonja a {\displaystyle B} eseményt, akkor {\displaystyle B} valószínűsége legalább akkora, mint {\displaystyle A} valószínűsége.

## Műveletek eseményekkel
Ha {\displaystyle \omega \in \Omega } egy véletlen kísérlet eredménye, akkor minden olyan esemény bekövetkezett, amire {\displaystyle \omega \in A}, ahol {\displaystyle A\in \Sigma } esemény.

### Metszet, diszjunktság
Ha {\displaystyle A} és {\displaystyle B} események, akkor metszetük is esemény, mivel a σ-algebra zárt a metszetre. Az {\displaystyle A\cap B} esemény pontosan akkor következik be, ha {\displaystyle A} és {\displaystyle B} is bekövetkezik.
Ha {\displaystyle A\cap B=\varnothing }, akkor a két esemény sosem következhet be egyszerre. Kizáró események, diszjunkt események, amelyek kizárják egymás bekövetkeztét.
Általában, ha {\displaystyle A_{1},A_{2},\ldots } események, akkor az
{\displaystyle \bigcap _{n=1}^{\infty }A_{n}}
metszet is esemény, ami akkor következik be, ha {\displaystyle A_{n}} mindegyike bekövetkezik. Az események páronként diszjunktak, ha {\displaystyle A_{m}\cap A_{n}=\varnothing } minden {\displaystyle m,n\in \mathbb {N} }, {\displaystyle m\neq n} esetben.

### Unió
Az {\displaystyle A} és {\displaystyle B} események {\displaystyle A\cup B} egyesítése is esemény, mivel a σ-algebra zárt az egyesítésre.  Ez pontosan akkor következik be, 
ha {\displaystyle A} vagy {\displaystyle B} bekövetkezik, akár mind a kettő egyszerre. Másként, {\displaystyle A\cup B} bekövetkezik, ha az {\displaystyle A} és {\displaystyle B} események közül legalább egy bekövetkezik.
A valószínűségekre adódik, hogy
{\displaystyle P(A\cap B)+P(A\cup B)=P(A)+P(B)\,.}
Speciálisan a diszjunkt unió {\displaystyle P(A\cup B)=P(A)+P(B)}.
Általában, ha {\displaystyle A_{1},A_{2},\ldots } események, akkor az
{\displaystyle \bigcup _{n=1}^{\infty }A_{n}}
egyesítés az az esemény, ami bekövetkezik, ha legalább egy {\displaystyle A_{n}} esemény bekövetkezik.
Teljesül a σ-szubadditivitás:
{\displaystyle P\left(\bigcup _{n=1}^{\infty }A_{n}\right)\leq \sum _{n=1}^{\infty }P(A_{n})\,.}
Páronként diszjunkt esetben egyenlőséggel.
Tetszőleges véges sok esemény uniójának valószínűsége a szitaformulával számítható. 

### Komplementer esemény
Az {\displaystyle \Omega \setminus A} komplementer esemény pontosan akkor következik be, ha az {\displaystyle A} esemény nem következik be. Jelölése {\displaystyle {\overline {A}}} vagy {\displaystyle A^{\mathsf {c}}}. Valószínűsége
{\displaystyle P({\overline {A}})=1-P(A)\,.}
A metszet- és az unióesemények komplementerére is teljesülnek a halmazelméleti
De Morgan-szabályok:
{\displaystyle {\overline {\bigcap _{n=1}^{\infty }A_{n}}}=\bigcup _{n=1}^{\infty }{\overline {A_{n}}}\,,}
{\displaystyle {\overline {\bigcup _{n=1}^{\infty }A_{n}}}=\bigcap _{n=1}^{\infty }{\overline {A_{n}}}\,.}
Speciálisan, két eseményre {\displaystyle {\overline {A\cap B}}={\overline {A}}\cup {\overline {B}}} illetve {\displaystyle {\overline {A\cup B}}={\overline {A}}\cap {\overline {B}}}.

### Különbség
Az {\displaystyle A\setminus B} különbség vagy differencia akkor következik be, ha A bekövetkezik, de B nem. Teljesül, hogy
{\displaystyle A\setminus B=A\cap {\overline {B}}\,.}
A differencia valószínűségének becslése:
{\displaystyle P(A\setminus B)=P(A)-P(A\cap B)}
Speciálisan, ha {\displaystyle B\subseteq A}, akkor 
{\displaystyle P(A\setminus B)=P(A)-P(B)}.

### Szimmetrikus differencia
Az {\displaystyle A{\mathrel {\triangle }}B} esemény akkor következik be, ha {\displaystyle A} vagy {\displaystyle B} egyike, és csakis egyike bekövetkezik. A szimmetrikus differencia írható úgy is, mint:
{\displaystyle A{\mathrel {\triangle }}\,B=\left(A\setminus B\right)\cup \left(B\setminus A\right)=(A\cup B)\setminus (A\cap B)}
A valószínűség becslése
{\displaystyle P(A{\mathrel {\triangle }}B)=P(A)+P(B)-2P(A\cap B)\,.}

## Teljes eseményrendszer
A teljes eseményrendszer páronként diszjunkt események egy családja, amelynek uniója a teljes  {\displaystyle \Omega } alaphalmazt kiadja.Nevezik  {\displaystyle \Omega } diszjunkt felbontásának, partíciójának is. Ekkor a véletlen kísérlet eredménye szerint egy, és csak egy esemény következik be a teljes eseményrendszerből.

## Összetett események, elemi események
Az {\displaystyle \{\omega \}\subseteq \Omega } egyelemű eseményhalmazokat elemi eseményeknek nevezik. Diszkrét esetben az események valószínűsége kiszámítható az elemi esemény részhalmazainak segítségével:
{\displaystyle \rho (\omega )=P(\{\omega \})}
Ekkor úgy kell választani a {\displaystyle \rho (\omega )}-t, hogy teljesüljön 
{\displaystyle 0\leq \rho (\omega )\leq 1} és
{\displaystyle \sum _{\omega \in \Omega }\rho (\omega )=1}
Előfordulhat, hogy néha az egyes elemeket nevezik elemi eseményeknek. Ez pontatlan, mivel {\displaystyle \Omega } elemei elemei, és nem részhalmazai, így nem is események. Továbbá lehet olyan meghatározás, amiben egyes egyelemű részhalmazok nem események. Mindenesetre ezzel a szóhasználattal is az egyelemű halmazra gondolnak, csak nem mondják ki.

## Függetlenség
Ha {\displaystyle A} és {\displaystyle B} események, akkor függetlenek, ha 
{\displaystyle P(A\cap B)=P(A)\cdot P(B).}
A feltételes valószínűséggel kifejezve
{\displaystyle P(A)=P(A\mid B)}
feltéve, hogy {\displaystyle P(B)>0}. Szimmetriára hivatkozva kiterjeszthető, de két lehetetlen esemény függetlenségét akkor is külön kell kimondani.
Általában, események egy {\displaystyle (A_{i})_{i\in I}} családja független, ha minden véges {\displaystyle J\subseteq I} indexhalmazra fennáll:
{\displaystyle P\left(\bigcap _{j\in J}A_{j}\right)=\prod _{j\in J}P(A_{j})\,.}
Páronként függetlenek, ha 
{\displaystyle P(A_{i}\cap A_{j})=P(A_{i})\cdot P(A_{j})}
minden {\displaystyle i,j\in I,i\neq j} indexre. A függetlenségből következik a páronkénti függetlenség, de ha kettőnél több esemény van, akkor fordítva már nem.

## Példák

### Kockadobás
Kísérlet: Egy szabályos dobókockát feldobunk és megvizsgáljuk, hogy milyen értékeket kaphatunk eredményül.
A kockadobás eredménye lehet 1-es, 2-es, 3-as, 4-es, 5-ös és 6-os, így ebben a kísérletben {\displaystyle \Omega =\{1,2,3,4,5,6\}}.
Ekkor {\displaystyle {\mathcal {A}}={\mathcal {P}}(\Omega )}, azaz az {\displaystyle \Omega } eseménytér minden részhalmaza esemény.
Például esemény az, ha kettest dobunk és az is ha páratlan számot, de esemény az is ha ötnél kisebb számot.

### Érmedobás
Kísérlet: Egy szabályos pénzérmét feldobunk és megvizsgáljuk, hogy milyen értékeket kaphatunk eredményül.
Az érmedobás eredménye lehet fej vagy írás, így ebben a kísérletben {\displaystyle \Omega =\{F,I\}}.
Ekkor {\displaystyle {\mathcal {A}}={\mathcal {P}}(\Omega )}, azaz az {\displaystyle \Omega } eseménytér minden részhalmaza esemény.
Például esemény az, ha fejet dobunk és az is ha írást. Az is esemény ha fejet vagy írást dobunk.

### Diszkrét események
Ha {\displaystyle \Omega } diszkrét eseményhalmaz, azaz legfeljebb megszámlálható végtelen eleme van, akkor többnyire a {\displaystyle {\mathcal {P}}(\Omega )} hatványhalmazt használják eseményrendszernek. Ekkor a teljes minden részhalmaza esemény.

### Folytonos események
Ha {\displaystyle \Omega } folytonos eseményhalmaz, akkor nem választható a teljes hatványhalmaz eseményrendszernek. Ha ugyanis az elemek valószínűsége nulla lenne, akkor minden valószínűség nulla lenne, a teljes is, ami ellentmondás. Ezért többnyire a Borel-σ-algebrát választják. Ezt az {\displaystyle (a,b)} alakú nyílt intervallumok, vagy ezek direkt szorzatai (téglák) generálják, ahol {\displaystyle a<b}. Ezt azért kedvelik, mivel mindent tartalmaznak, amiket értelmesen definiálni tudunk, tehát minden nyílt, zárt halmaz, diszkrét ponthalmazok is benne vannak, és események. Ezzel nem választják ki az összes részhalmazt sem, erre a Vitali-halmazok adnak ellenpéldát.

## Fordítás
Ez a szócikk részben vagy egészben  az   Ereignis (Wahrscheinlichkeitstheorie) című német Wikipédia-szócikk fordításán alapul.  Az eredeti cikk szerkesztőit annak laptörténete sorolja fel. Ez a jelzés csupán a megfogalmazás eredetét és a szerzői jogokat jelzi, nem szolgál a cikkben szereplő információk forrásmegjelöléseként.